# سوات كايا
سوات كايا (بالتركية: Suat Kaya)‏ هو لاعب كرة قدم تركي في مركز الوسط، ولد في 15 أبريل 1999 في خيزان في تركيا. لعب مع عثمانلي سبور.

## وصلات خارجية
- سوات كايا على موقع اتحاد تركيا (لاعب) (الإنجليزية)
- سوات كايا على موقع قاعدة بيانات كرة القدم.إي يو (الإنجليزية)
- سوات كايا على موقع Soccerway.com (الإنجليزية)